# 江角真紀子
江角真紀子（日语：／ Esumi Makiko，1966年12月18日—），日本女性前演員、前藝人、前廣告藝人、前模特兒、前排球企業隊選手。出身於島根縣出雲市。身高170cm。AB型血。
至2014年隸屬於研音。2014年到2017年1月，是個人事務所Inquire所屬。

## 來歷

### 排球生涯
江角真紀子畢業於島根縣立大社高等學校。她在高中就讀期間就活躍於排球社，1985年畢業後加入日本煙草產業女子排球隊（現V聯賽大阪Marvelous），並擔任排球選手。1986年，江角因為右肩受傷退出排球運動。另外，她在日本煙草屬於「鹽事業部」。
從排球退役後，她轉當一名時裝模特兒。她成為模特兒的原因是當她在醫院時，一位護士告訴她「妳不是因為個子高才適合當模特兒嗎？」。

### 作為藝人、演員到走紅
1990年代以來，江角真紀子在許多電視廣告中演出。例如資生堂的女性化妝品有（1991年）、（1993年）、「ANESSA」（1995年）、（1995年—1998年）、「Proudia」（1999年—2000年）、「化妝惑星」（2002年）。以及JR東日本、大塚製藥（1996年—2000年）、山葉發動機輔助自行車「PAS」（1996年—1997年）、日產汽車「WINGROAD」（1996年—1998年）、Canon照相機「IXY」（1996年—2000年）等多數。→#廣告
1994年，曾出現在矢澤永吉專輯《the Name Is…》的封面照片上。
1995年，憑藉電影《幻之光》成為演員出道，此後，她出演了許多電視劇和電影。作為演員贏得了無數獎項。→#演出、#獲獎紀錄
1996年2月，與攝影師桐島羅蘭（桐島可憐的弟弟）結婚，但9個月後離婚。
1998年，江角以所主演的富士電視台電視劇《庶務二課》使其知名度迅速竄升，成為自己的代表作。同年，首次擔任綜藝節目《江角真紀子的戀愛科學》的主持人。
2000年，江角憑藉單曲「ONE WAY DRIVE」（《庶務二課》片尾主題曲）作為歌手出道。2003年，江角與該電視劇的導演平野真再婚。
2005年2月21日生下長女，並投入了大約1年的時間照顧孩子。

### 恢復活動並增加參加綜藝節目的機會
2006年4月，於演出NHK電視劇《街頭律師》上復出。此外，更在相隔8年後再次擔任綜藝節目《Gout Temps Nouveau》主持人，自此在綜藝節目中的曝光率大大增加。
2007年，江角以綜藝節目首次在黃金時段常駐演出。
2009年，江角在日本電視台節目《GURU GURU 99》的熱門單元「美食冤大頭」作為新成員固定演出，但她從第一場比賽開始就經歷了連續四場自掏腰包的恥辱，後來回憶道，由於此時在同一個單元連續敗北帶來的壓力，自己的身體狀況很差。之後她的進展順利，但當她即將懷孕並生下第2個孩子時，對演出者們的心理健康提出了一系列評論。在休完產假之後，江角擔任固定演出大約7年，直到2015年12月畢業。
2009年11月30日生下長子。2010年2月，江角以《Gout Temps Nouveau》恢復活動，並憑藉2011年7月開播的電視劇《暴走女法醫》重新回歸演藝圈。

### 設立個人事務所、引退
2014年3月，江角離開簽約18年的經紀公司研音，宣布自行成立個人事務所「Inquire」。
2017年1月23日，江角通過律師傳真宣布將退出演藝圈，並於同月底關閉其個人事務所。在她演藝生涯結束時（下述塗鴉事件發生後），其工作急劇減少。此外，江角與現任丈夫離婚的傳聞浮出水面，但她予以否認（雖然江角已經承認分居）。

## 醜聞

### 國民年金醜聞
2003年11月起，江角真紀子被當時的社會保險廳任命為旨在提高國民年金繳納率的「國民年金繳費活動」的公關形象人物。然而，2004年3月，她已經17年沒有繳納國民年金保險費的事實被查明，在新聞記者會上公開道歉。2012年，江角在明治安田生命廣告（Before Service「社會保障制度」版）飾演顧問向訂閱者提出「你了解社會保障制度嗎？」。

### 媽媽朋友騷亂與塗鴉醜聞
2014年7月30日，她毫無預警地在部落格上承認自己過去曾被媽媽朋友欺負過。據該部落格稱，她「被公然忽視，並舉行了茶會和午餐會來傳播消息」。
大約兩週後，一群媽媽在8月14日發行的雜誌《女性Seven》（8月21、28日號）上發表了一封抗議信。據她的一位媽媽朋友說，事實恰恰相反「實際上，在她對許多同學所做的事情被發現後，每個人都與她保持了距離。換句話說，如果存在霸凌行為，我認為這是對她所做的事情，而她是施暴者而不是受害者」。
風波持續兩週後仍未平息，8月28日出版的《週刊文春》報道稱「2012年底，江角指使前經紀人在長一茂位於東京寓所的外牆上塗鴉，罵對方是『笨蛋兒子』」「由於雙方孩子都上同一所幼兒園，彼此的關係惡化了」。該雜誌也刊登了被塗鴉的長嶋一茂家的照片。江角本人否認曾發出這樣的指示。此外，長嶋也表示「我們家只有女兒」。

## 家族
有兩個孩子。
前夫是攝影師桐島羅蘭（1996年2月—1996年10月），現任丈夫是富士電視台的導演平野真（2003年—）。她是曾效力大宮松鼠隊的前守門員江角浩司的遠親。

## 獲獎紀錄
- 1995年
  - 第7屆日劇學院獎 新人演員獎（《光輝的鄰太郎（日语：輝け隣太郎）》）[18]
- 1996年
  - 第19屆日本電影學院獎 新人演員獎（《幻之光》）[19]
  - 第50屆每日電影獎 日本大獎賽新人獎（《幻之光》）
  - 第38屆藍絲帶獎 新人獎（《幻之光》）
  - 第10屆高崎電影節（日语：高崎映画祭） 最優秀新人女演員獎（《幻之光》）
  - 第5屆日本電影影評人大獎 新人獎
  - 第13屆Best-Jeanist AWARD
- 1998年
  - 第17屆日劇學院獎 最佳女主角獎（《庶務二課》）[20]
  - 第2屆日刊體育日劇大獎 女主角獎（《庶務二課》）
  - 第8屆TV LIFE（日语：TV LIFE）年度電視劇大獎 女主角獎（《庶務二課》）[21]
- 1999年
  - 第22屆日劇學院獎 Best Dresser獎（《單身生活》）[22]
- 2000年
  - 第8屆橋田獎 新人獎[23]
- 2002年
  - 第47屆亞洲太平洋電影節 女主角獎（《命（日语：命 (映画)）》）
- 2003年
  - 第26屆日本電影學院獎 最佳女主角獎（《命》）[24]
- 2008年
  - 第19屆日本Jewellery Best Dresser獎（日语：国際宝飾展#日本ジュエリーベストドレッサー賞） 40歲部門
- 2010年
  - 第3屆最佳母親獎（日语：ベストマザー賞）

## 演出

### 電視劇
- 光輝的鄰太郎（日语：輝け隣太郎）（1995年，TBS）—飾 角田真實子
- 玻璃碎片（日语：硝子のかけらたち）（1996年，TBS）—飾 田村夏芽
- 是誰造成今日的我（日语：こんな私に誰がした）（1996年，富士電視台）—飾 大松陽子
- 劇本登龍門'96大賞得獎作品（1996年，日本電視台）—主演：飾 山藤丈子
- 相愛月明時（日语：月の輝く夜だから）（1997年，富士電視台）—主演：飾 里中十喜子
- 愛情的單程車票（日语：恋の片道切符 (テレビドラマ)）（1997年，日本電視台）—主演：飾 南崎鳴海、南崎晴海（一人分飾兩角）
- 庶務二課系列（富士電視台）—主演：飾 坪井千夏
  - 庶務二課 第1系列（1998年）
  - 庶務二課 特別篇（1998年）
  - 庶務二課 新春特別篇（2000年）
  - 庶務二課 第2系列（2000年）
  - 庶務二課 FINAL（2002年)
  - 庶務二課 2013（2013年）[25]
- 麻辣教師GTO 第11話（1998年，關西電視台）—飾 護士 ※友情演出
- 三十拉警報（1999年，富士電視台）—雙主演：飾 笠原夏樹
- 單身生活（1999年，TBS）—主演：飾 大澤杏子
- 世界奇妙物語 秋季特別篇「馬賽克」（1999年，富士電視台）—主演：飾 早紀
- 今夜營業中（日语：今夜は営業中!）（1999年，日本電視台）—飾 崎山順子
- 特別企劃 橋田壽賀子2000年電視劇特集（2000年，朝日電視台）
- 愛情革命（日语：ラブ・レボリューション）（2001年，富士電視台）—主演：飾 淺丘恭子
- 超豪華歲末電視劇特集「No.1（日语：ナンバーワン (テレビドラマ)）」（2001年，TBS）—飾 三宅良江
- 馬爾薩!! 東京國稅局査察部（日语：マルサ!!東京国税局査察部）（2003年，關西電視台）—主演：飾 圓谷加音子
- 單集特別電視劇「直播停不下來（日语：生放送はとまらない!）」（2003年，朝日電視台）—飾 日向光 ※特別演出
- 朝日電視台開台55週年紀念電視劇「流轉的王妃」（2003年，朝日電視台）—飾 愛新覺羅顯子（川島芳子）
- 暴風雨之戀（2004年，TBS）—主演：飾 小川梢
- 朝日電視台開台55週年紀念電視劇特集「弟（日语：弟 (テレビドラマ)）」（2004年，朝日電視台）—飾 水之江瀧子（日语：水の江瀧子）
- 週六電視劇（日语：土曜ドラマ (NHK)）「街頭律師（日语：マチベン）」（2006年，NHK綜合）—主演：飾 天地涼子
- 積水屋特別電視劇（2006年，TBS）—主演：飾 今泉桐子
- 婆媳大戰（2007年，TBS）—主演：飾 橘（森福）真琴
- （2007年，富士電視台）—主演：飾 山田真紀子
- 暴走女法醫（2011年，日本電視台）—主演：飾 大達珠實
- 姊妹劇「愛麗絲 IN 詐欺遊戲」（2012年，富士電視台）—飾 主辦者Ω
- 朝日電視台開台55週年紀念二夜連續電視劇特集「奧運會的贖金（日语：オリンピックの身代金 (奥田英朗)#テレビドラマ）」（2013年，朝日電視台）—飾 濱野敏子

### 真人電影
- 幻之光（1995年）—主演：飾 由美子
- 三天兩夜（日语：恋は舞い降りた。）（1997年）—飾 幸坂真知子
- 手槍歌劇（日语：ピストルオペラ）（2001年）—主演：飾 皆月美有樹
- 命（日语：命 (映画)）（2002年）—主演：飾 柳美里
- 釣魚迷日記15（2004年）—飾 早川薰
- 蟲師（2007年）—飾 阿繡
- 詐欺遊戲：再生（2012年）—飾 主辦者Ω ※特別演出

### 動畫電影
- 劇場版 花樣河童：開花！蝶之國的大冒險（日语：はなかっぱ#劇場アニメ）（2013年）—飾 蝴蝶王國女王海倫娜

### 外語配音
- 恐龍（2000年）—飾 妮蕊
- 雷霆戰狗（2009年）—飾 咪咪
- 辛亥革命（2011年）—飾 徐宗漢

### 廣播劇
- 巴黎戀人（2002年8月19日—8月23日，TOKYO FM，與竹野內豐共演）

### 綜藝節目
- 江角真紀子的戀愛科學（日语：江角マキコの恋愛の科学）（富士電視台，1998年10月15日—1999年3月25日）※主持人
  - 江角真紀子的戀愛科學 復活特集 ～A.D.2000 Sex研究報告～（富士電視台，2000年1月4日）
  - 江角真紀子的戀愛科學 特集 ～20世紀最終研究報告！（富士電視台，2000年12月28日）
- 江角真紀子 前往遙遠的冰川、古老的森林、阿拉斯加和加拿大夏洛特皇后島之旅（富士電視台，2003年1月13日）
- Gout Temps Nouveau（日语：グータンヌーボ）（關西電視台，2006年4月12日—2009年10月7日、2010年2月17日—2012年3月21日）※主持人
- （日本電視台，2007年4月17日—2007年9月18日）※常駐來賓
  -  歲末特集（日本電視台，2007年12月20日）
- 歡迎光臨 微笑廚房（日语：笑顔がごちそう ウチゴハン）（朝日電視台，2007年4月8日—2013年3月24日）※主持人、助理
- （朝日電視台，2008年12月8日）※旁白
- GURU GURU 99「美食冤大頭」（日本電視台，2009年1月9日—2015年12月24日）※常駐來賓
- 熱血教師特集第1夜（富士電視台，2010年3月12日）※攝影棚演出、採訪
- 女人要看的事（TBS，2011年—2012年，單集節目，不定期播出）※主持人
  - （TBS，2011年5月4日）
  - （TBS，2012年1月12日）
  - （TBS，2012年3月22日）
  - （TBS，2012年7月3日）
- 日本第一頭腦王！大決定戰!! 誰是智力No.1!?（日本電視台，2011年12月30日）※主持人
- 火曜曲！（TBS，2012年4月24日—2013年9月3日）※主持人
- 女人要看的事（日语：私の何がイケないの?）（TBS，2012年10月8日—2016年3月14日）※主持人
- 日本No.1頭腦王！大決定戰!! 2013（日本電視台，2013年12月13日）※主持人
- Viking（日语：バイキングMORE）（富士電視台，2014年4月1日—2015年12月22日[26]）※週二常駐
- 超問QUIZ（日语：超問クイズ! 真実か?ウソか?）（日本電視台，2014年—，單集節目，不定期播出）※主持人
  - 超問QUIZ（日本電視台，2014年4月30日）
  - 超問QUIZ（日本電視台，2015年1月6日）
- 最強的頭腦 日本第一決定戰！頭腦王（日本電視台，2014年12月5日）
- 上忍的HONNE JAPAN出發!! 香港&澳門（富士電視台，2015年6月16日）

### 歌唱節目
- 第47屆NHK紅白歌合戰（日语：第47回NHK紅白歌合戦）（NHK綜合、廣播第1，1996年12月31日） ※評審員
- 第40屆日本唱片大獎（日语：第40回日本レコード大賞）（TBS電視台、電台，1998年12月31日） ※主持人

### 紀錄片
- 24小時電視 「愛心救地球」（日本電視台，1996年8月24日—8月25日） ※主要主持人

### 廣告
- JT
- 丸井Gift（1990年， 僅卒業第1部）
- 資生堂
  - （1991年）
  - （1993年）
  - 「ANESSA」（1995年）
  - （1995年—1998年）
  - 「Proudia（日语：資生堂・プラウディア）」（1999年—2000年）
  - 「化妝惑星（日语：化粧惑星）」（2002年）
- JR東日本「SKI SKI（日语：JR SKISKI）」（1995年—1997年）
- 大塚製藥（1996年—2000年）
- 山葉發動機「PAS（日语：ヤマハ・PAS）」（1996年—1997年）
- 森永製
  - （1996年—1997年）
  - （1996年—2000年）
  - （1999年）
  - 「ル」（2001年）
  - （2002年）
- 日產汽車「WINGROAD（日语：日産・ウイングロード）」（1996年—1998年）※與NINETY-NINE共演。
- Canon「IXY」（1996年—2000年）
- 札幌啤酒（1997年—1999年）
- 星辰「XC」（1999年）
- 豐田汽車「Hilux Surf」（2000年）
- 東洋水產（2000年—2001年）
- Adecco（2000年—2001年）
- Atsugi（日语：アツギ） Comfort（2001年—2002年）
- NTT Communications（日语：NTTコミュニケーションズ）（2001年）
- 日立製作所
  - （2002年—2003年）
  - （2002年—2003年）
- 獅王
  - （2002年—2004年）
  - （2003年—2004年）
- 社會保險廳（日语：社会保険庁）（2003年—2004年）※後來，江角因為被發現未繳交國民年金而被解聘。
- KOSÉ
  - （2005年）
  - （2005年—2006年）
- hoyu「CIELO」（2006年—2007年）
- 三菱集團
  - 三菱汽車「eK wagon（日语：三菱・eK）」（2006年—2008年）
  - 明治安田生命[注 2]
    - 「」系列（2008年—2010年）
    - 「」系列 新作（2011年—2013年）
- SS製藥（2007年—2009年）
- 必勝客（2008年）
- 味之素「Cook Do」（2009年—2010年）
- 花王
  - 「Merit（日语：メリット (シャンプー)）」（2010年—2014年）[注 3]
  - 「SOFINA（日语：ソフィーナ） AUBE（日语：AUBE (化粧品)） COUTURE」（2010年—2014年）
  - （2011年—2012年）[注 4]
  - 「SOFINA（日语：ソフィーナ） beaute」（2011年—2014年）
  - Attack Neo（日语：アタック (洗剤)）（2012年—2014年）
  - 「SOFINA（日语：ソフィーナ） White Professional」（2013年—2014年）
- 三洋電機 米飯麵包鍋「GOPAN」（2010年—2011年）
- 華特·迪士尼工作室日本「魔髮奇緣」（2011年）
- 7&I控股（2012年—2013年）
- 明治（2013年—2014年）
- 東京WONDERFUL PROJECT（2014年—2015年）

### 其它
- ΣΧΘΛΗ（日语：スコレー (ファッションブランド)）（1994年—1995年）※用於商品目録（因為觀月亞里莎自品牌推出以來一直是主要模特兒）
- next eye 形象模特兒（1998年） ※用於海報和商品目錄
- ChildFund Japan（日语：チャイルド・ファンド・ジャパン）（2008年）

## 音樂作品

### 單曲
- 2000年4月26日「ONE WAY DRIVE」
  - 布袋寅泰企劃製作。江角真紀子作詞，布袋寅泰作曲。B面歌曲由布袋作詞、作曲。封面照片是江角拿著布袋的模型吉他「BLACKFIRE」。
  - 布袋也參與吉他和其他樂器的演奏。JILL（日语：JILL）（PERSONZ）、JET SETS（日语：JET SETS）、狩野環（GALAPAGOS（日语：ガラパゴス (バンド)））加入合音。

### 參加綜合CD
- 2002年12月18日《鏡·花·水·月》

## 寫真集
- 《ESUMI》（1996年10月）攝影：藤井保
- 《E-MODE》（1999年11月）攝影：野波浩

## 著書
- 《可燃垃圾》（1997年12月）角川書店
- （1999年）富士電視台編 WANI BOOKS（日语：ワニブックス）
- 繪本（2005年8月）真鍋太郎繪 富士電視台出版
- 《不再迷惘的生活》（2006年3月）集英社

## 腳註

## 外部連結
- 江角真紀子｜株式會社Inquire，存于 （日語）
- 江角真紀子 （页面存档备份，存于） （日語）—NHK人物錄（日语：NHKアーカイブスポータル）